# Уловка (приток Нерли)
Уловка — река в России, протекает в Суздальском районе Владимирской области. Устье реки находится в 16 км по правому берегу реки Нерль. Длина реки составляет 14 км.
Исток реки в деревне Теренеево (Павловское сельское поселение) в 3 км к западу от села Павловское. Притоки — Чендяевка (Чендярёвка), Чертовик (правые). В верхнем течении течёт на северо-восток, огибает село Павловское, поворачивая при этом на юго-восток. Ниже протекает деревню Улово, выше и ниже деревни на реке две плотины с запрудами. Впадает в Нерль, которая в этом месте дробится на рукава, выше села Порецкое.
На северной окраине села Павловское близ слияния реки Уловки с небольшим притоком находятся курганный могильник XI—XII веков и три селища, датирующиеся воторой половиной XI века — первой половиной XV века.

## Данные водного реестра
По данным государственного водного реестра России относится к Окскому бассейновому округу, водохозяйственный участок реки — Нерль от истока и до устья, речной подбассейн реки — бассейны притоков Оки от Мокши до впадения в Волгу. Речной бассейн реки — Ока.
По данным геоинформационной системы водохозяйственного районирования территории РФ, подготовленной Федеральным агентством водных ресурсов:
- Код водного объекта в государственном водном реестре — 09010300812110000032760
- Код по гидрологической изученности (ГИ) — 110003276
- Код бассейна — 09.01.03.008
- Номер тома по ГИ — 10
- Выпуск по ГИ — 0